# Kirovets K-700
Le Kirovets K-700 (russe : К-700 «Кировец») est un tracteur agricole lourd à transmission intégrale, du fabricant de l'ex-URSS et de l'actuelle Russie Kirovets.

## Histoire

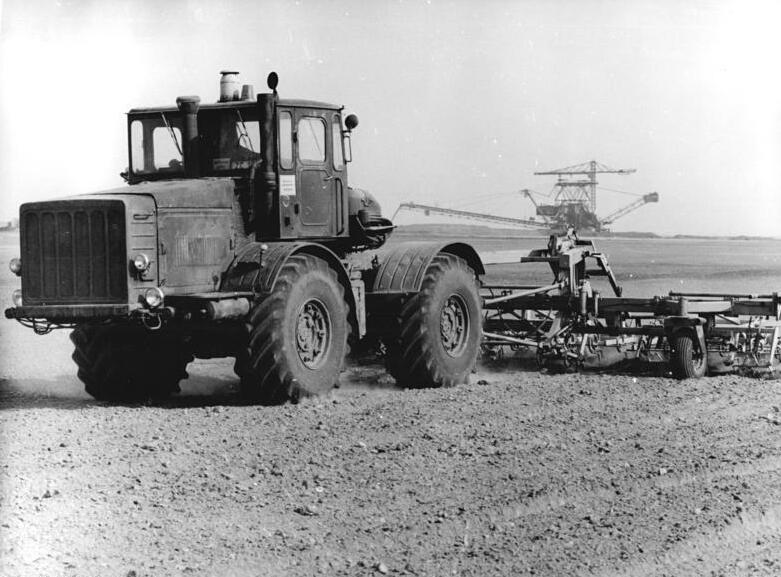
Un K-700 labourant un champ de l'Allemagne de l'Est, 1986

La production du tracteur a débuté en 1962 et son design original a ensuite été utilisé sur de nombreux tracteurs. Les K-700 ont aussi été exportés vers les pays membres du CAEM : l'Allemagne de l'Est en a, par exemple, importé à partir 1968. Le K-700 est un tracteur articulé, à 4 roues motrices avec roues arrière débrayables, qui a une force de traction de 50 kN. Les attelages trois-points avant et arrière peuvent être déplacés verticalement et dans le sens de la longueur. La direction se fait grâce à l'articulation du tracteur commandée par des vérins hydrauliques. Il est propulsé par un moteur diesel turbocompressé à 8 cylindres en V de 215 ch. L'année 1975 fut celle de l'apparition du K-700 A qui comporte deux réservoirs (de 320 l chacun) de moins que le K-700 pour permettre l'ajout de roues plus larges augmentant la traction. Mais le K-700 A n'était qu'un modèle « provisoire » car en 1975 le successeur du K-700 a vu le jour : le K-701. Dotés d'un moteur Diesel V12 atmosphérique de 300 CV, les Kirovets K-701 était productifs et particulièrement grands mais le bruit et les vibrations subis par le conducteur étaient relativement élevés. En Allemagne de l'Est, sa taille était parfois contraignante pour les travaux en dehors des champs et cela résultait souvent en une dégradation des sols.
Les K-700 et leurs variantes sont encore utilisés de nos jours dans les pays de l'ex-Bloc de l'Est.

## Modèles et Variantes
- K-700 - le modèle de base.

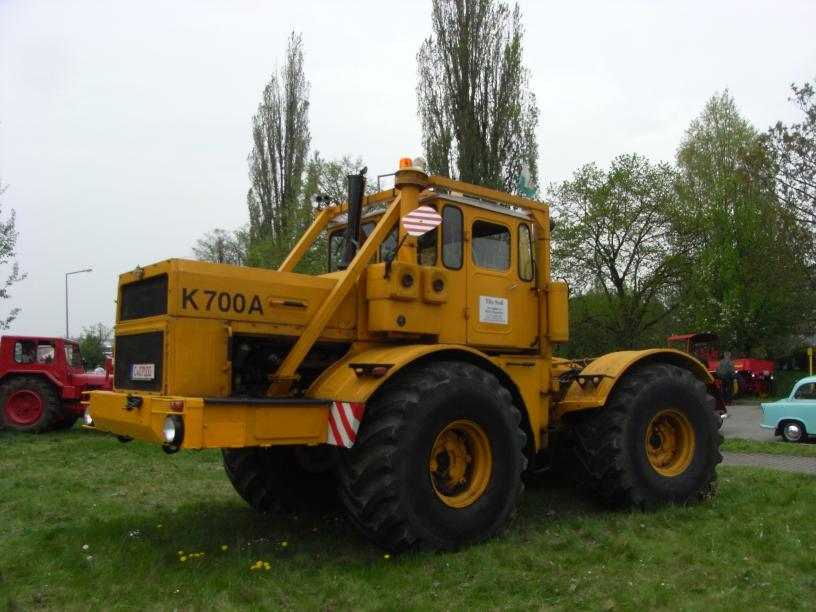
Un Kirovets K-700A

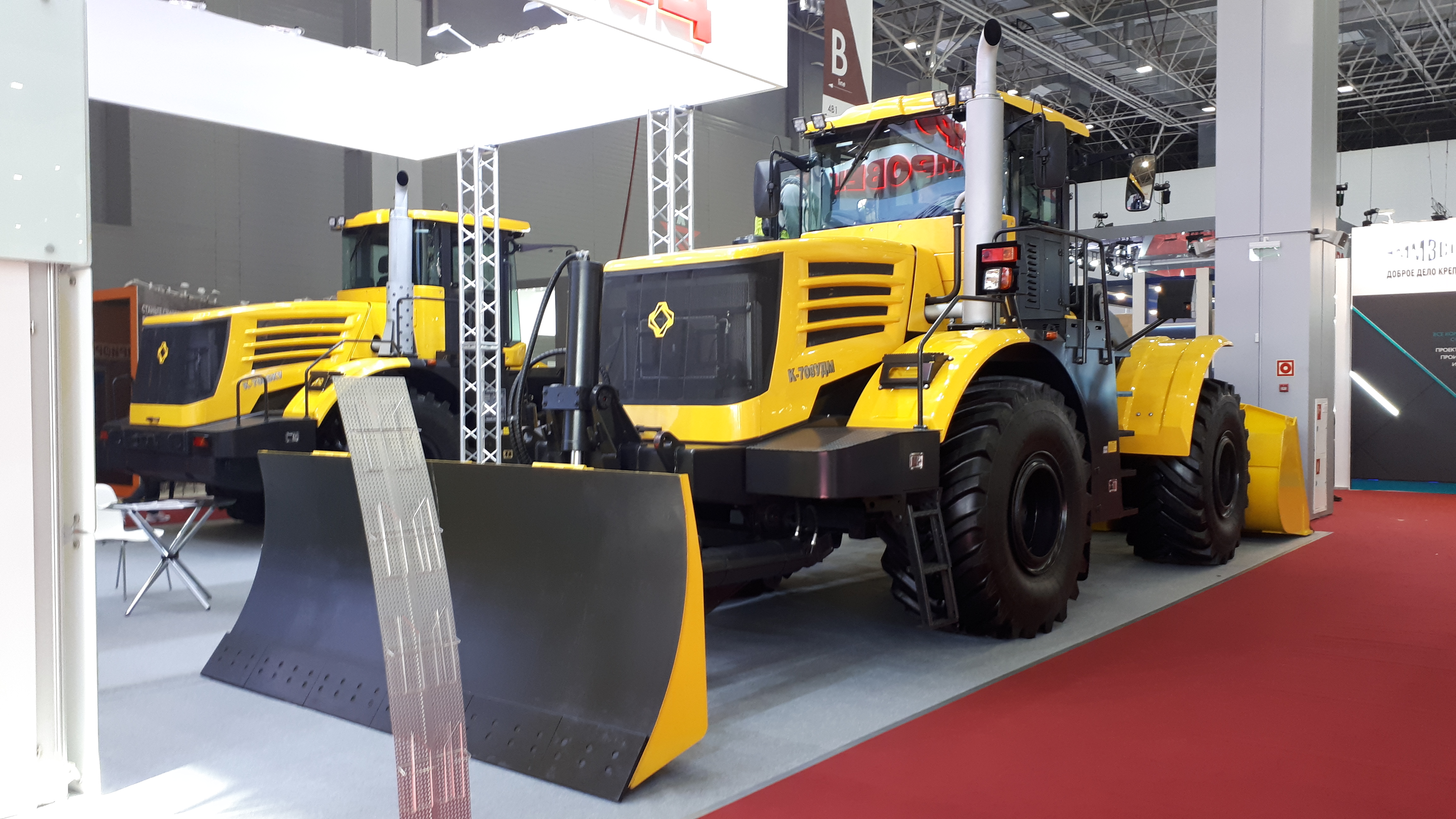
Un Kirovets K-708УДМ (route universelle majina)

- K-700A - le modèle suivant (avec un moteur YAMZ (en)-238NDZ (russe : ЯМЗ-238НД3) turbocompressé).
- K-701 - le modèle suivant (avec un moteur YAMZ-240 (russe : ЯМЗ-240)).
- K-701M - Puissance du moteur portée à 300 ch.
- K-701 Truck 6X6 V12 - Camion à transmission intégrale (6 roues motrices) pour tout type d'utilisation.
- K-702 - Modification du K-700 permettant l'utilisation en tant que chargeuse, bulldozers, rouleau compresseur… Les modifications sont mineures : la transmission devient hydromécanique et la suspension rigide.
- K-703 - Modification du K-700 permettant au conducteur de faire pivoter son poste de conduite pour conduire aussi bien en marche avant qu'en marche arrière.
- K-704 - Modification du K-700 pour une utilisation en tant que camion-grue.
- K-710 - Prototype avec un moteur de 500 ch.

## Spécifications
- Kirovets tracteur K-701 au travailDimensions :
  - Longueur : 7 400 mm
  - Largeur : 2 880 mm
  - Hauteur : 3 950 mm
- Vitesses :
  - Marche avant : de 2,9 à 33,8 km/h
  - Marche arrière : de 5,1 à 24,3 km/h
- Angle de braquage minimum : 7 200 mm
- Largeur de voie : 2 115 mm
- Puissance du moteur YAMZ-240 (de) B (russe : ЯМЗ-240 Б) : 300 ch à 1 900 tr/min. Couple maximum de 1 240 N m.
- Puissance du moteur YAMZ-238 (de) NB (russe : ЯМЗ-238 НБ) : 230 ch à 1 700 tr/min. Couple maximum de 950 N m.
- Masse du K-700 A : 12,8 tonnes
- Masse du K-701 : 13,4 tonnes